# Juma Tombak
Juma Tombak is een bestuurslaag in het regentschap Deli Serdang van de provincie Noord-Sumatra, Indonesië. Juma Tombak telt 1541 inwoners (volkstelling 2010).